# La niña en la piedra
La niña en la piedra és una pel·lícula mexicana del gènere dramàtic de 2006, dirigida per Maryse Sistach. La cinta va rebre 3 nominacions en la XLIX edició dels Premis Ariel, en les categories de Millor actor (Gabino Rodríguez), Millor actriu (Sofía Espinosa Carrasco) i Millor banda sonora (Eduardo Gamboa). Forma part d'una anomenada "trilogia de la maldad", formada per pel·lícules amb temàtica de violència de gènere, juntament amb Perfume de violetas i Manos libres.

## Sinopsi
Gabino un jove que viu enamorat de la seva companya Maty i intenta enamorar-la fallant en tots els seus intents. Després d'un incident a l'escola on Gabino i els seus dos amics són suspesos per assetjar a Maty, aquesta el rebutja per última vegada fent que Gabino planegi una venjança contra la noia que se l'escaparà de les mans.

## Repartiment
- Gabino Rodríguez - Gabino
- Sofía Espinosa - Maty
- Ricardo Polanco - Delfino
- Iyantú Fonseca - Fulgencio
- Alejandro Calva - Fidel
- Silverio Palacios - Amadeo
- Ximena Ayala - Perla
- Arcelia Ramírez - Alicia
- Luis Gerardo Méndez - Joaquín
- Nancy Gutiérrez - Prefecta

## Reconeixements
Premis Ariel
| Edició | Categoria           | Nominat          | Resultat  |
| ------ | ------------------- | ---------------- | --------- |
| XLIX   | Millor Actor        | Gabino Rodríguez | Candidat  |
| XLIX   | Millor Actriu       | Sofía Espinosa   | Candidata |
| XLIX   | Millor banda sonora | Eduardo Gamboa   | Candidat  |